# Largus maculatus
Largus maculatus är en insektsart som beskrevs av Schmidt 1931. Largus maculatus ingår i släktet Largus och familjen Largidae. Inga underarter finns listade i Catalogue of Life.